# جيمس إتش. كايل
جيمس إتش. كايل هو سياسي أمريكي، ولد في 24 فبراير 1854 في سيدارفيل في الولايات المتحدة، وتوفي في 1 يوليو 1901 في أبردين في الولايات المتحدة. نشط حزبياً في الحزب الجمهوري.

## مناصب
- انتخب عضو مجلس ولاية داكوتا الجنوبية [الإنجليزية]‏.
- انتخب عضو مجلس الشيوخ الأمريكي [الإنجليزية]‏ عن دائرة South Dakota Class 3 senate seat ‏ وقد انضم خلال فترته النيابية [الإنجليزية]‏ (4 مارس 1901 – 1 يوليو 1901) للكتلة البرلمانية حزب الشعب.
- انتخب عضو مجلس الشيوخ الأمريكي [الإنجليزية]‏ عن دائرة South Dakota Class 3 senate seat ‏ وقد انضم خلال فترته النيابية [الإنجليزية]‏ (4 مارس 1899 – 4 مارس 1901) للكتلة البرلمانية حزب الشعب.
- انتخب عضو مجلس الشيوخ الأمريكي [الإنجليزية]‏ عن دائرة South Dakota Class 3 senate seat ‏ وقد انضم خلال فترته النيابية [الإنجليزية]‏ (4 مارس 1897 – 4 مارس 1899) للكتلة البرلمانية حزب الشعب.
- انتخب عضو مجلس الشيوخ الأمريكي [الإنجليزية]‏ عن دائرة South Dakota Class 3 senate seat ‏ وقد انضم خلال فترته النيابية [الإنجليزية]‏ (4 مارس 1895 – 4 مارس 1897) للكتلة البرلمانية حزب الشعب.
- انتخب عضو مجلس الشيوخ الأمريكي [الإنجليزية]‏ عن دائرة South Dakota Class 3 senate seat ‏ وقد انضم خلال فترته النيابية [الإنجليزية]‏ (4 مارس 1893 – 4 مارس 1895) للكتلة البرلمانية حزب الشعب.
- انتخب عضو مجلس الشيوخ الأمريكي [الإنجليزية]‏ عن دائرة South Dakota Class 3 senate seat ‏ وقد انضم خلال فترته النيابية [الإنجليزية]‏ (4 مارس 1891 – 4 مارس 1893) للكتلة البرلمانية حزب الشعب.